# Bartoloměj z Edessy
Bartoloměj z Edessy, (řecky Bartholomaios, latinsky: Bartholomeus), byl křesťanský mnich žijící zřejmě ve 13. století a pocházející ze Sýrie. Sám sebe vícekrát nazval „mnichem z Edessy“.
Bartoloměj je znám díky svému spisu, jenž v novějším vydání dostal název Confutatio Agareni. Ve spise Bartoloměj vyvrací námitky jistého muslima Agarena proti křesťanským dogmatům o Svaté trojici, vtělení Páně a odpuštění hříchu.